# Campo di concentramento di Nocra

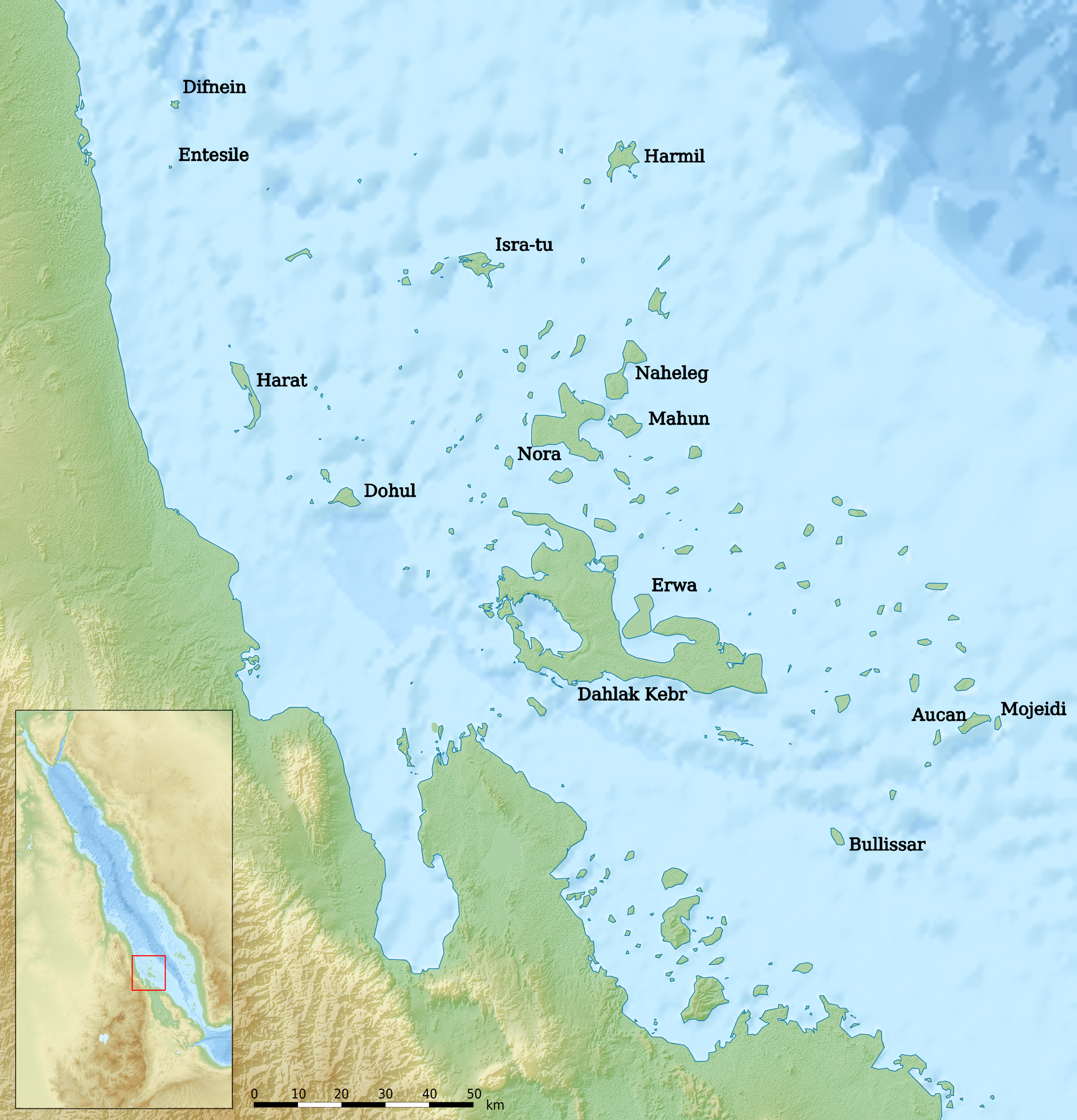
Arcipelago di Dahlak

Il campo di Nocra o carcere di Nocra fu il più grande campo di prigionia italiano nella Colonia eritrea e dal 1936 il più grande dell'Africa Orientale Italiana. Aperto nel 1887, venne chiuso nel 1941 dai britannici.
Era situato nell'isola di Nocra, parte dell'arcipelago di Dahlak, 55 chilometri al largo di Massaua. Dal 1890 al 1941 fece parte del Commissariato della Dancalia.
Arrivò a detenere tra un minimo di 500 prigionieri e un massimo di 1.800.
Lo storico italiano Angelo Del Boca descrive Nocra come un "campo di sterminio". Anche secondo lo storico britannico Ian Campbell, il campo di concentramento di Nocra può essere praticamente descritto come un "campo di sterminio". Con un tasso di mortalità del 58%, Nocra sarebbe stato "il più terribile e allo stesso tempo il meno conosciuto di tutti i campi di concentramento italiani".

## Storia
Il luogo per costruire il penintenziario venne individuato dal Comandante di Massaua nel 1887, generale Tancredi Saletta. Fu scelto perché si trovava abbastanza lontano dalla costa eritrea da scoraggiare ogni tentativo di fuga. I lavori cominciarono alla fine del 1887 e costarono 6.500 lire al Ministero dell'Interno, allora guidato da Francesco Crispi.

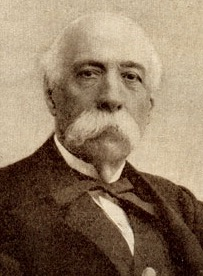
Francesco Crispi, ministro dell'Interno nel 1887

Fu costruito un edificio a mattoni per le guardie (Carabinieri Reali) e 200 alloggiamenti per i detenuti, di cui 100 tende e il resto tucul.
Il clima torrido dell'isola, con punte di 50 °C, rese importante il problema dell'approvvigionamento dell'acqua potabile.
L'acqua potabile per la guarnigione dell'isola veniva assicurata da alcune bettoline provenienti da Massaua, mentre per i detenuti l'unica acqua disponibile era quella di un pozzo profondo circa dieci metri, che forniva solo acqua salmastra in piccole quantità e che nei periodi di siccità veniva razionata.
L'isola ospitò detenuti politici, rendendola una specie di Isola del Diavolo italiana.
L'isola fu sempre interdetta a tutti; il capitano Eugenio Finzi della Marina militare, che la visitò nel 1902, la descrisse così:
Nel 1892 divenne Comandante dell'Eritrea Oreste Baratieri e il carcere di Nocra raggiunse uno dei suoi apici, con un migliaio di detenuti.
Nel marzo 1893 vi fu una tentata fuga di massa, ma i detenuti catturati vennero subito fucilati.
Nel settembre 1895 furono portati a Nocra Memer Walde Ananias, il liccè Wolde Jesus e il grasmac Sadòr, che erano tre nobili tigrini. Il grasmac Sadòr, già avanti con l'età, morì in detenzione. Dopo la Guerra d'Etiopia del 1935-1936 furono portati a Nocra soldati e funzionari del dissolto impero del negus Hailé Selassié e più tardi guerriglieri, notabili di basso rango, preti e monaci scampati al massacro di Debre Libanos.
Nel 1937 nel campo di concentramento di Nocra c'erano circa 500 prigionieri politici condannati all'ergastolo, principalmente membri dell'élite secolare e spirituale dell'Impero abissino. Con più prigionieri politici e africani inizialmente portati in Italia, il numero di internati salì a 1.500 nel 1939, comprese donne e bambini. In quanto campo di lavoro forzato, Nocra era caratterizzato da una rigida organizzazione con la quale dovevano essere controllati i prigionieri e la punizione degli internati "ribelli", "sovversivi", "anarchici", "piantagrane", "intriganti" o "nemici del popolo italiano" veniva messa in primo piano. Le istituzioni del campo non intendevano rieducare i detenuti, ma solo disciplinarli.
L'alimentazione era costituita da 300 grammi di farina, 10 di tè e 20 di zucchero, ma la razione non era garantita ogni giorno e con l'entrata in guerra dell'Italia nella Seconda guerra mondiale i detenuti erano alla fame. I reclusi del campo di concentramento doveva svolgere i lavori forzati per produrre cemento o erano stati assegnati alla compagnia petrolifera italiana Agip per lavorare nell'esplorazione petrolifera. I prigionieri lavoravano, tra le altre cose, in cave con elevata umidità e temperature diurne fino a 50 °C. Tutti erano obbligati a svolgere questa mansione, ad eccezione degli ammalati, degli ultrasessantenni, dei bambini sotto i quattordici anni e delle donne incinte. Anche la malaria, la dissenteria, la cattiva alimentazione e l'isolamento portavano a un tasso di mortalità molto alto. A seguito della sconfitta italiana nella campagna dell'Africa Orientale Italiana, gli inglesi provenienti da Massaua occuparono l'isola nel marzo 1941 e liberarono tutti i prigionieri il 6 aprile 1941. Nel maggio 1941 vennero trovati 332 etiopi sopravvissuti in una condizione paragonabile a quella degli häftlinge che furono poi liberati dai campi di sterminio tedeschi. I sopravvissuti erano gravemente malati e alcuni morirono prima ancora di raggiungere la terraferma. Dei 114 ex detenuti che vennero immediatamente ricoverati in ospedale, il 30 per cento non era in grado di camminare. Nove persone gravemente emaciate morirono all'arrivo in ospedale. Il campo fu poi utilizzato dagli etiopi e dai sovietici fino al 1990, quando gli indipendentisti eritrei costrinsero alla fuga le truppe etiopi. Da quel periodo l'isola è disabitata e del carcere rimangono solo rovine. 
Alessandro Leogrande ne parla così nel suo libro La frontiera (2017, pp. 85-86):

## I detenuti
Dal 1887 al 1889 il carcere ospitò criminali comuni; dal 1889 anche detenuti politici, cioè capi tribù che non accettavano il colonialismo italiano, oltre a spie, agitatori e infine indovini che predicavano la fine del dominio italiano.